# Damianópolis
Damianópolis är en kommun i Brasilien.   Den ligger i delstaten Goiás, i den sydöstra delen av landet, 230 km nordost om huvudstaden Brasília. Antalet invånare är 3 297.
Omgivningarna runt Damianópolis är huvudsakligen savann. Runt Damianópolis är det mycket glesbefolkat, med 7 invånare per kvadratkilometer.